# شایر هال
شایر هال (انگلیسی: Shire Hall, Newport) ساختمانی دولتی در نیوپورت واقع در ولز است که در سال ۱۹۰۲ میلادی تکمیل شد. معمار این بنا ویلیام تانر بود. سبک معماری بنا معماری ادواردی است.